# SN 2004N
SN 2004N – supernowa typu Ia odkryta 21 stycznia 2004 roku w galaktyce A053520-6927. W momencie odkrycia miała maksymalną jasność 18,00m.